# مارتی کرسپی
مارتی کرسپی (انگلیسی: Martí Crespí؛ زادهٔ ۱۵ ژوئن ۱۹۸۷) بازیکن فوتبال اهل اسپانیا است.
از باشگاه‌هایی که در آن بازی کرده‌است می‌توان به باشگاه ورزشی رئال مایورکا، باشگاه فوتبال راسینگ سانتاندر، باشگاه فوتبال سابادل، باشگاه فوتبال الچه، باشگاه فوتبال چورنومورتس اودسا، باشگاه فوتبال گرانادا، باشگاه فوتبال خرز، و باشگاه فوتبال بنگال شرقی اشاره کرد.
وی همچنین در تیم‌های ملی فوتبال زیر ۱۹ سال اسپانیا و زیر ۲۰ سال اسپانیا بازی کرده‌است.